# Ланчизи, Джованни
Джованни Мария Ланчизи (итал. Giovanni Maria Lancisi; 26 октября 1654, Рим, Италия — 20 января 1720, там же) — итальянский врач и анатом. Считается первым современным гигиенистом. Был лейб-медиком римских пап. Внёс вклад в развитие кардиологии, описал причины возникновения малярии.

## Биография
Джованни Ланчизи родился в 1654 году в Риме. Был младшим из двоих сыновей Бартоломео и Анны Марии Борджианни. Мать умерла при родах, ребёнок воспитывался тёткой по материнской линии. После её смерти вернулся в Рим, где изучал медицину. В возрасте восемнадцати лет окончил университет Сапиенца и получил степень.
В 1688 году Ланчизи стал лейб-медиком папы римского Иннокентия XI. Впоследствии был также лейб-медиком Иннокентия XII и Климента XI. В 1714 году Климент XI передал ему анатомические таблицы Евстахия, выгравированные на медных досках и хранившиеся в Ватиканской библиотеке. Ланчизи понял ценность этих досок, 150 лет пролежавших без внимания, написал к ним собственный текст и издал с помощью Джованни Баттисты Морганьи. Впоследствии они вплоть до середины XIX века служили учебным атласом для врачей и студентов-медиков.
Ланчизи был выдающимся эпидемиологом своего времени, описав, в частности, эпидемии инфлюэнцы, малярии и чумы рогатого скота. В своём труде «De noxiis paludum effluviis» (1717) он связал широкое распространение малярии в заболоченных регионах с присутствием москитов и рекомендовал, в качестве профилактической меры, осушение болот. Ланчизи высказал две гипотезы относительно того, как именно москиты передают заболевание: либо заражают пищевые продукты микроскопическими частицами, либо (что действительно так) вносят инфекцию в ранку при укусе.
Джованни Ланчизи — автор классических трудов по болезням сердца. Исследуя, по поручению Климента XI, причины внезапной смерти, он создал монографию «De subitaneis mortibus» (1707), в которой объяснял её кровоизлияниями в мозг, гипертрофией сердца и дефектами сердечных клапанов. В другом своём труде, «De motu cordis et aneurysmatibus» (1728), описал различные причины гипертрофии сердца и первым обратил внимание на роль сифилиса при возникновении аневризм. Кроме того, Ланчизи описал перикардит, врождённый кардиосклероз и ряд нервов, впоследствии названных в его честь.
Джованни Ланчизи умер в 1720 году в Риме. Свою огромную библиотеку, насчитывавшую 20 тысяч книг, он передал римской Больнице Святого духа (Arcispedale di Santo Spirito in Saxia).